# Тютчев, Фёдор Иванович
Фёдор Ива́нович Тю́тчев (23 ноября [5 декабря] 1803 Овстуг, Брянский уезд — 15 [27] июля 1873, Царское Село) — русский поэт-мыслитель, лирик, переводчик, дипломат и чиновник (с 1865 г. тайный советник), консервативный публицист.

## Биография

### Молодые годы
Фёдор Иванович Тютчев родился 23 ноября (5 декабря) 1803 года в родовой усадьбе Овстуг Брянского уезда Орловской губернии. Его отец Иван Николаевич Тютчев (1768–1846) служил в Кремлёвской экспедиции. Одна из тёток по отцу, Евдокия Николаевна Мещерская (1774–1837), была основательницей, строительницей и игуменьей Борисоглебского Аносина монастыря; другая, Надежда Николаевна Шереметева (1775–1850), стала матерью декабриста А. В. Шереметева, который избежал наказания за участие в тайном обществе. Мать, Екатерина Львовна Тютчева (урождённая Толстая; 1776–1866), была племянницей полководца А. М. Римского-Корсакова.
В августе 1812 года Тютчевы выехали в эвакуацию в Ярославскую губернию, в село Знаменское. Там жила бабушка Фёдора Тютчева по отцу, Пелагея Денисовна Панютина. Она давно и тяжело болела; родные застали бабушку живой, но 3 декабря 1812 года она скончалась. Мальчик хорошо запомнил печальные события в Знаменском: похороны бабушки, сороковины, смерть брата-младенца. Всё это не могло не оказать влияния на его восприимчивую душу.
В сгоревшую Москву Тютчевы решили не возвращаться, а ехать в своё имение в Овстуг. Из Знаменского с ними выехал и Семён Раич, будущий наставник и друг Фёдора Тютчева.
Через полтора года после смерти бабушки начался раздел всего имущества. Он должен был происходить между тремя сыновьями. Но поскольку старший Дмитрий был отринут семейством за женитьбу без родительского благословения, в разделе могли участвовать двое: Николай Николаевич и Иван Николаевич. Однако Знаменское было неделимым имением, своеобразным тютчевским майоратом. Его нельзя было делить, менять или продавать. Братья в Знаменском давно не жили: Николай Николаевич находился в Санкт-Петербурге, Иван Николаевич — в Москве, и у него уже было имение в Брянской губернии. Таким образом, Знаменское получил Николай Николаевич. В конце 1820-х годов Николай Николаевич умер. Иван Николаевич (отец поэта) стал опекуном детей брата. Все они осели в Москве и Петербурге, за исключением Алексея, который жил в Знаменском. Вот от него и пошла так называемая «ярославская» ветка Тютчевых. Его сын, Александр Алексеевич Тютчев, племянник Фёдора Ивановича, 20 лет был уездным предводителем дворянства и он же — последний помещик Знаменского.
Получил домашнее образование. Под руководством Раича, поддерживавшего интерес ученика к стихосложению и классическим языкам, изучил латынь и древнеримскую поэзию, а в 12 лет переводил оды Горация. С 1817 года в качестве вольнослушателя начал посещать лекции на словесном отделении в Императорском Московском университете, где его преподавателями были Алексей Мерзляков и Михаил Каченовский. Ещё до зачисления был принят в число студентов в ноябре 1818 года. В 14 лет избран членом Общества любителей российской словесности.

### Карьера за границей
Получив аттестат об окончании университета в 1821 году, Ф. Тютчев поступает на службу в Государственную коллегию иностранных дел и отправляется в Мюнхен в качестве внештатного атташе Российской дипломатической миссии. Здесь он знакомится с Шеллингом и Гейне и в 1826 году женится на Элеоноре Петерсон, урождённой графине Ботмер, от которой имеет трёх дочерей. Старшая из них, Анна, позже вышла замуж за Ивана Аксакова.
Пароход «Николай I», на котором семья Тютчева плывёт из Петербурга в Турин, терпит бедствие в Балтийском море. При спасении Элеоноре и детям помогает плывший на том же пароходе Иван Тургенев. Эта катастрофа серьёзно подкосила здоровье Элеоноры Тютчевой. В 1838 году она умирает. Тютчев был настолько опечален, что, проведя ночь у гроба покойной супруги, как утверждается, поседел за несколько часов. Однако уже в 1839 году Тютчев сочетается браком с Эрнестиной Дёрнберг (урождённой Пфеффель), связь с которой, по всей видимости, имел, ещё будучи женатым на Элеоноре. Сохранились воспоминания Эрнестины об одном бале в феврале 1833 года, на котором её первый муж почувствовал себя нездоровым. Не желая мешать жене веселиться, господин Дёрнберг решил уехать домой один. Обратившись к молодому русскому, с которым разговаривала баронесса, он сказал: «Поручаю вам мою жену». Этим русским был Тютчев. Через несколько дней барон Дёрнберг умер от тифа, эпидемия которого охватила в то время Мюнхен.
В 1835 году Тютчев получил придворное звание камергера. В 1839 году дипломатическая деятельность Тютчева внезапно прервалась из-за самовольного отъезда из Турина, но до 1844 года он продолжал жить за границей. В 1843 году Тютчев встретился со всесильным начальником III отделения Собственной Его Императорского Величества канцелярии А. Х. Бенкендорфом. Итогом этой встречи стала поддержка императором Николаем I всех инициатив Тютчева в работе по созданию позитивного облика России на Западе. Тютчеву дали «добро» на самостоятельное выступление в печати по политическим проблемам взаимоотношений между Европой и Россией.
Большой интерес Николая I вызвала анонимно опубликованная Тютчевым статья «Письмо к г-ну доктору Кольбу» («Россия и Германия»; 1844). Эта работа была предоставлена императору, который, как сообщил родителям Тютчев, «нашёл в ней все свои мысли и будто бы поинтересовался, кто её автор».

### Служба в России
Вернувшись в Россию в 1844 году, Тютчев вновь поступает в Министерство иностранных дел (1845), где с 1848 года занимал должность старшего цензора.
Практически сразу же по возвращении Ф. И. Тютчев активно участвует в кружке Белинского.
Совсем не печатая в эти годы стихотворений, Тютчев выступает с публицистическими статьями на французском языке: «Письмо к г-ну доктору Кольбу» (1844), «Записка царю» (1845), «Россия и революция» (1849), «Папство и римский вопрос» (1850). Две последние являются  главами незавершённого трактата «Россия и Запад», задуманного им под впечатлением революционных событий 1848—1849 гг. Позднее, уже в России написал статью «О цензуре в России» (1857).
В трактате «Россия и Запад» Тютчев создаёт своего рода образ тысячелетней державы России. Излагая своё «учение об империи» и о характере империи в России, поэт отмечал её «православный характер». В статье «Россия и революция» Тютчевым была проведена мысль, что в «современном мире» существуют только две силы: революционная Европа и консервативная Россия. Тут же излагалась и идея создания союза славянско-православных государств под эгидой России.
В этот период и сама поэзия Тютчева подчинена государственным интересам, как он их понимал. Он создаёт много «зарифмованных лозунгов» или «публицистических статей в стихах»: «Гус на костре», «Славянам», «Современное», «Ватиканская годовщина».
7 апреля 1857 года Тютчев получил чин действительного статского советника, а 17 апреля 1858 года был назначен председателем Комитета иностранной цензуры. На этом посту, несмотря на многочисленные неприятности и столкновения с правительством, Тютчев пробыл 15 лет, вплоть до своей кончины. 30 августа 1865 года Тютчев был произведён в тайные советники, тем самым достигнув третьей, а фактически — даже второй ступени в государственной иерархии чиновников.
За время службы получил в качестве наград (премий) 1800 червонцев золотом и 2183 рубля серебром.
До самого конца Тютчев интересовался политической ситуацией в Европе. 4 декабря 1872 года поэт утратил свободу движения левой рукой и ощутил резкое ухудшение зрения; его начали одолевать мучительные головные боли. Утром 1 января 1873 года, невзирая на предостережение окружающих, поэт пошёл на прогулку, намереваясь посетить знакомых. На улице с ним случился удар, парализовавший всю левую половину тела. 15 (27) июля 1873 года Фёдор Тютчев скончался в Царском Селе, на 70-м году жизни. 18 июля 1873 года гроб с телом поэта был перевезён из Царского Села в Петербург и похоронен на кладбище Воскресенского Новодевичьего монастыря.

## Семья
Дед по отцу — Николай Андреевич Тютчев (мл.) (1720—1797). 
Бабушка по отцу — Пелагея Денисовна Тютчева, урожд. Панютина (1739 — 3 декабря 1812).
Отец — Иван Николаевич Тютчев (12 октября 1768 — 23 апреля 1846).
Мать — Екатерина Львовна (16 октября 1776 — 15 мая 1866), дочь Льва Васильевича Толстого (1740 — 14 октября 1816) и Екатерины Михайловны Римской-Корсаковой (1735—1788). Похоронена на Новодевичьем кладбище в Москве (могила не сохранилась). Родная сестра её отца — Анна Васильевна Остерман и её супруг Ф. А. Остерман сыграли большую роль в судьбе племянницы и её семьи. Родной брат матери — Александр Михайлович Римский-Корсаков.
Тёти по отцу:
- Евдокия (Авдотья) Николаевна Мещерская (в монашестве Евгения) (18 февраля 1774 — 3 февраля 1837) — игуменья, основательница Борисо-Глебского Аносина женского монастыря
- Надежда Николаевна Тютчева (1775—1850), в замужестве Шереметева, мать Анастасии, будущей жены декабриста Ивана Дмитриевича Якушкина и Пелагеи (1802—1871), будущей супруги Михаила Николаевича Муравьёва-Виленского

Братья и сестра:
- Николай Тютчев (9 июня 1801 — 8 декабря 1870). Полковник Генерального штаба. Умер холостым, похоронен рядом с матерью на кладбище Новодевичьего монастыря в Москве (могила не сохранилась). Последний владелец родового имения Тютчевых: село Гореново (ныне — Рославльский район Смоленской области). Памяти брата посвящён один из лирических шедевров Ф. И. Тютчева («Брат, столько лет сопутствовавший мне…»).
- Сергей Тютчев (6 апреля 1805 — 22 мая 1806)
- Дарья Тютчева (5 июня 1806 — 1879), замужем за Николаем Васильевичем Сушковым.
- Дмитрий Тютчев (26 февраля 1809 — 25 апреля 1815)
- Василий Тютчев (род. 19 января 1811), умер в младенчестве.

Первая жена — Элеонора Фёдоровна Тютчева (1800—1838). Их дочери:
- Анна Фёдоровна Тютчева (1829—1889), фрейлина, автор мемуаров «Воспоминания. При дворе двух императоров». Муж — Иван Сергеевич Аксаков.[16]
- Дарья Фёдоровна Тютчева (1834—1903), камер-фрейлина.
- Екатерина Фёдоровна Тютчева[17] (1835—1882), фрейлина.

Вторая жена — Эрнестина фон Пфеффель (1810—1894). Их дети:
- Мария Фёдоровна Тютчева (1840—1873), замужем с 1865 года за Николаем Алексеевичем Бирилёвым (1829—1882). Дочь — Мария Николаевна Бирилёва (род. 1866), умерла в младенчестве.
- Дмитрий Фёдорович Тютчев (1841—1870), женат на Ольге Александровне Мельниковой (1830—1913). Дочь — Ольга Дмитриевна Тютчева (1869—1943).
- Иван Фёдорович Тютчев (1846—1909), женат с 1869 года на Ольге Петровне Путяте (1840—1920), племянница жены поэта Евгения Баратынского, дочери литературоведа Н. В. Путяты. Их дети:
  - Софья Ивановна Тютчева (1870—1957), фрейлина Высочайшего двора, воспитательница дочерей Николая II.
  - Ольга Ивановна Тютчев (род. 1871)
  - Фёдор Иванович Тютчев (1873—1931)
  - Николай Иванович Тютчев (1876—1949), коллекционер, основатель и первый директор музея-усадьбы Мураново
  - Екатерина Ивановна Тютчева (1879—1957), вышла замуж за камер-юнкера Василия Евгеньевича Пигарева. От этого брака происходит ветвь Пигаревых — современных потомков поэта (Николай Васильевич Пигарев (1916—2005), Иван Николаевич Пигарев (1941—2021), учёный-физиолог).

Возлюбленная — Елена Александровна Денисьева (1826—1864), отношения длились 14 лет. Их дети:
- Елена Фёдоровна Тютчева (1851—1865)
- Фёдор Фёдорович Тютчев (1860—1916)
- Николай Фёдорович Тютчев (1864—1865).

Возлюбленная — Гортензия Лапп. «Подробности этой продолжительной связи нам неизвестны. Иностранка приехала с Тютчевым в Россию и впоследствии родила двоих сыновей (…) Поэт скончался в 1873 году и завещал госпоже Лапп ту пенсию, которая по закону полагалась его вдове Эрнестине Федоровне. Вдова и дети свято выполнили последнюю волю мужа и отца, и в течение двадцати лет, вплоть до смерти Эрнестины Федоровны, Гортензия Лапп получала пенсию, которую уступила ей вдова чиновника. Вот и всё, что мы знаем об этой любовной истории». Их сыновья:
- Николай Лапп-Михайлов, погиб в 1877 году в бою под Шипкой
- Дмитрий Лапп, полковой врач, умер через несколько месяцев после гибели брата и был погребён в Одессе.

- Иван Николаевич Тютчев, отец поэта.
- Екатерина Львовна Тютчева, мать поэта.
- Элеонора, 1-я жена
- Анна, дочь от 1-го брака
- Дарья, дочь от 1-го брака
- Екатерина, дочь от 1-го брака
- Эрнестина, 2-я жена
- Мария, дочь от 2-го брака
- Иван, сын от 2-го брака

## Поэзия
По мнению Ю. Н. Тынянова, небольшие стихотворения Тютчева — это продукт разложения объёмных произведений одического жанра, развившегося в русской поэзии XVIII века (Державин, Ломоносов). Он называет поэтическую форму Тютчева «фрагментом», который есть сжатая до краткого текста ода. Фрагментарность у поэта «стала основой для совершенно невозможных ранее стилистических и конструктивных явлений». Тютчевское стихотворение, по Тынянову, «является одним сложным образом». Эти фрагментарные формы, так не похожие на аналогичные формы поэзии Жуковского, Пушкина и других современников и присущие только лирике Тютчева, Ю. Н. Чумаков определяет как идиоформы. Тематический круг поэзии Тютчева узок, невелик. Он — «поэт одной темы: космизация человеческого присутствия в Сущем. В ней всё собрано, уплотнено и в то же время рассредоточено по нескольким руслам, наполненным игрой стихий, мерцанием ценностей и коннотатов».
Один из первых серьёзных исследователей Тютчева Л. В. Пумпянский указывает на наиболее характерную черту поэтики Тютчева — «обилие дуплетов и повторений», когда «каждая тема повторена несколько раз, с сохранением всех главных отличительных её особенностей»:
Небесный свод, горящий славой звездной

Таинственно глядит из глубины, —

И мы плывем, пылающею бездной

Со всех сторон окружены.— «Как океан объемлет шар земной…»
Она, между двойною бездной,

Лелеет твой всезрящий сон —

И полной славой тверди звездной

Ты отовсюду окружён.— «Лебедь»
Это обусловливает тематическое и мотивное единство лирики Тютчева, составными частями которого выступают как раз тыняновские «фрагменты». Таким образом, по словам Р. Лейбова:

… интерпретатор сталкивается с известным парадоксом: с одной стороны, «никакое отдельное стихотворение Тютчева не раскроется нам во всей своей глубине, если рассматривать его как самостоятельную единицу»… С другой стороны — тютчевский корпус откровенно «случаен», перед нами тексты, не прикреплённые институционально к словесности, не поддержанные авторской волей, отражающие гипотетическое «тютчевское наследие» заведомо неполно. «Единство» и «теснота» тютчевского поэтического наследия позволяют сопоставлять его с фольклором.

Весьма важным для понимания поэтики Тютчева является его принципиальная дистанцированность от литературного процесса, нежелание видеть себя в роли профессионального литератора и даже пренебрежение к результатам собственного творчества.

Тютчев не пишет стихов, записывая уже сложившиеся текстовые блоки. В ряде случаев мы имеем возможность наблюдать за тем, как идёт работа над первоначальными вариантами тютчевских текстов: к смутному, часто оформленному тавтологически (ещё одна параллель с фольклорной лирикой) ядру Тютчев прилагает разного рода «правильные» риторические устройства, заботясь об устранении тавтологий, разъяснении аллегорических смыслов (тютчевский текст в этом смысле развёртывается во времени, повторяя общие черты эволюции поэтических приёмов, описанные в работах А. Н. Веселовского, посвящённых параллелизму — от нерасчленённого отождествления явлений разных рядов к сложной аналогии). Часто именно на позднем этапе работы над текстом (соответствующем закреплению его письменного статуса) местоименно вводится лирический субъект.

В лирике Тютчева часто звучат экзистенциальные мотивы, на что указывал автор «Писем о Тютчеве» известный учёный Борис Михайлович Козырев, утверждая, что Тютчеву идеи Кьеркегора более созвучны, чем идеи Шеллинга.
А. А. Тахо-Годи высказывалась, что Тютчев «очень хорошо понимал античность и Древний мир». 

### Периодизация
Согласно Юрию Лотману, составляющее немногим более 400 стихотворений творчество Тютчева при всём его внутреннем единстве можно разделить на три периода:
- 1-й период — начальный, 1810-е — начало 1820-х годов, когда Тютчев создаёт свои юношеские стихи, архаичные по стилю и близкие к поэзии XVIII века.
- 2-й период — вторая половина 1820-х — 1840-е годы. Начиная со стихотворения «Проблеск», в творчестве Тютчева заметны уже черты его оригинальной поэтики. Это сплав русской одической поэзии XVIII века и традиции европейского романтизма и шиллеровского пантеизма.
- 3-й период — 1850-е — начало 1870-х годов. Этот период отделён от предыдущего десятилетием 1840-х годов, когда Тютчев почти не пишет стихов. В этот период создаются многочисленные политические стихотворения (например, «Современное»), стихотворения «на случай» и пронзительный «денисьевский цикл». Журнал «Современник».

### Любовная лирика
В любовной лирике Ф. И. Тютчев создаёт ряд стихотворений, которые принято объединять в «любовно-трагедийный» цикл, называемый «денисьевским циклом», так как большинство принадлежащих к нему стихотворений посвящено Е. А. Денисьевой. Характерное для них осмысление любви как трагедии, как фатальной силы, ведущей к опустошению и гибели, встречается и в раннем творчестве Тютчева, поэтому правильнее было бы назвать относящиеся к «денисьевскому циклу» стихотворения без привязки к биографии поэта. Сам Тютчев в формировании «цикла» участия не принимал, поэтому зачастую неясно, к кому обращены те или иные стихи — к Е. А. Денисьевой или жене Эрнестине. В тютчеведении не раз подчёркивалось сходство «Денисьевского цикла» с жанром лирического дневника (исповедальность) и мотивами романов Достоевского (болезненность чувства).
Любовь восемнадцатилетнего Тютчева к юной красавице Амалии Лерхенфельд (будущей баронессе Крюденер) отражена в его известном стихотворении «Я помню время золотое…» Тютчев был влюблён в «младую фею», которая не ответила ему взаимностью, но навестила поэта на склоне его лет. Именно ей посвящено его стихотворение «Я встретил вас, и всё былое», ставшее знаменитым романсом на музыку Л. Д. Малашкина.

## Тютчев и Пушкин
В 1920-х годах Ю. Н. Тынянов выдвинул теорию о том, что Тютчев и Пушкин принадлежат к настолько различным направлениям русской литературы, что это различие исключает даже признание одного поэта другим. Позднее такая версия была оспорена, и обоснованно (в том числе документально): Пушкин вполне осознанно поместил стихи Тютчева в «Современнике», настаивал перед цензурой на замене исключённых строф стихотворения «Не то, что мните вы, природа…» рядами точек, считая неправильным никак не обозначать отброшенные строки, и в целом относился к творчеству Тютчева весьма сочувственно.
Тем не менее поэтическая образность Тютчева и Пушкина в самом деле имеет серьёзные различия. Н. В. Королёва формулирует разницу так: «Пушкин рисует человека, живущего кипучей, реальной, подчас даже будничной жизнью, Тютчев — человека вне будней, иногда даже вне реальности, вслушивающегося в мгновенный звон эоловой арфы, впитывающего в себя красоту природы и преклоняющегося перед нею, тоскующего перед „глухими времени стенаньями“».
Тютчев посвятил Пушкину два стихотворения: «К оде Пушкина на Вольность» и «29 января 1837 года», последнее из которых кардинально отличается от произведений других поэтов на смерть Пушкина архаизированным языком в своей стилистике.

## Признание
В 1857 году Тютчев был избран членом-корреспондентом Императорской академии наук по разряду русского языка и словесности. Награждён орденами Святого Владимира III степени (1860), Святой Анны I степени (1863), Святого Станислава I степени (1861).

## Музеи
- Музей-усадьба поэта находится в подмосковном Муранове. Она досталась во владение потомкам поэта, которые и собрали там памятные экспонаты. Сам Тютчев, по всей видимости, в Муранове никогда не был. 27 июля 2006 года от удара молнии в музее вспыхнул пожар на площади в 500 м². В результате пожара усадебный дом серьёзно пострадал, но вскоре началась его реставрация, завершившаяся в 2009 году. Многие экспонаты также пострадали, но почти в полном объёме коллекции музея удалось спасти. С 2009 г. музей стал восстанавливать экспозицию, добавляя новые экспонаты по мере их реставрации. Полное восстановление экспозиции запланировано на 2014 год.
- Родовое поместье Тютчевых находилось в селе Овстуг (ныне —  Жуковский район Брянской области). Центральное здание усадьбы в связи с ветхим состоянием в 1914 году было разобрано на кирпич, из которого волостным старшиной, депутатом Государственной Думы IV созыва Дмитрием Васильевичем Киселёвым было построено здание волостного правления (сохранилось; ныне — музей истории села Овстуг). Парк с прудом долгое время находились в запущенном состоянии. Восстановление усадьбы началось в 1957 году благодаря энтузиазму В. Д. Гамолина: под создаваемый музей Ф. И. Тютчева было передано сохранившееся здание сельской школы (1871), восстановлен парк, установлен бюст Ф. И. Тютчева, а в 1980-х годах по сохранившимся эскизам воссоздано здание усадьбы, в которое в 1986 году и переместилась экспозиция музея (включает несколько тысяч подлинных экспонатов)[28]. В прежнем здании музея (бывшей школе) находится картинная галерея. В 2003 году в Овстуге восстановлено здание Успенской церкви.
- Родовое поместье в селе Знаменское на реке Катка (ныне —  Угличский район Ярославской области). Сохранился дом, полуразрушенная церковь Знамения Божией Матери[29] (1784 года постройки) и необычайной красоты парк. Кирпичная двухпрестольная церковь с Никольским приделом построена на средства местного помещика Н. А. Тютчева — деда поэта. От неё к самому крыльцу барского дома ведёт тютчевская аллея из вековых сосен. Планировалась реконструкция усадьбы, однако на 2015 год никаких действий не предпринято.

## Псевдонимы
Будучи чиновником и светским человеком, Тютчев предпочитал не афишировать своего авторства и журнальные публикации подписывал следующим образом: Т.; Т…; Т—в; Т— — —в, О.; Т— —в, Ф.; Т— — — в, Ф.; Т—в, Ф.; Т.....в, Ф.; Т…ев, Ф.; Т. т. ч. в, Ф.; Тчв, Ф.; Т—ъ; Т…ъ; Тютчев, Н.; Ф. Т.; Diplomate russe (Un); * * *; * * *; Т— е —въ.

## Память
- В честь Ф. И. Тютчева назван астероид (9927) Tyutchev[32], открытый астрономом Людмилой Карачкиной в Крымской астрофизической обсерватории 3 октября 1981 г.
- Во время проведения «Дней Москвы в Баварии» 3 июля 1999 года на доме бывшей российской дипломатической миссии (Herzogspitalstrasse, 12) установлена памятная доска на русском и немецком языках: «В этом доме в 1822—1837 и в 1839—1844 годах работал выдающийся поэт и дипломат Фёдор Иванович Тютчев»[33].
- В Воронеже именем Ф. И. Тютчева названа улица в Железнодорожном районе города[34].
- В Орле именем Тютчева названа улица (8 мая 1959 г.)[35].
- Банк России 1 декабря 2003 года выпустил в обращение памятную серебряную медаль, посвящённую 200-летию со дня рождения Ф. И. Тютчева, достоинством 2 рубля[36].
- В 2003 году, к 200-летию со дня рождения поэта, кинорежиссёр Наталья Бондарчук сняла трёхсерийный документально-художественный телефильм «Любовь и правда Фёдора Тютчева». Роль Ф. И. Тютчева в этом фильме исполнил Николай Бурляев[37].
- 30 мая 1996 года Союзом писателей России, Брянской областной думой, администрацией Брянской области и Брянской областной писательской организацией учреждена Всероссийская премия им. Ф. И. Тютчева[38].
- Брянской общеобразовательной школе № 9 с углублённым изучением отдельных предметов 20 апреля 2004 года присвоено имя Ф. И. Тютчева[39].
- 7 сентября 2024 года в Москве была открыта станция метро Тютчевская.

## Адреса
Пребывание в Москве
- декабрь 1805 — начало 1810: Малый Трёхсвятительский переулок (угол Хитровского переулка), дом 8 — усадьба графа Ф. А. Остермана. Семья Тютчевых была прихожанами московского Храма Трёх Святителей, что на Кулишках;
- осень 1810: Староконюшенный переулок (дом коллежской асессорши Прасковьи Александровны Даниловой);
- декабрь 1810—1821, 1825: Армянский переулок, дом 11/2 (угол Сверчков переулок) (Тютчевы окормляются в церкви Николая Чудотворца в Столпах);
- июль — август 1843: Садовая-Триумфальная улица, дом 25 — дом М. М. Крезовой (не сохранился)[40];
- май — июль 1845: Тверская улица, 8, дом купца Варгина (не сохранился);
- лето 1863: Большой Гнездниковский переулок, дом 5 (меблированные комнаты)[41];
- август 1868: Воротниковский переулок, дом 9/5 — здесь, в доме причта Церкви Пимена Великого в Старых Воротниках в то время жил его сын Иван, который 27 апреля 1869 года бракосочетался в этой церкви с Ольгой Путятой[41][42].

Пребывание в Санкт-Петербурге:
- февраль — май 1822 — Английская набережная (сейчас — д. 10), дом А. И. Остермана-Толстого;
- август 1843 — гостиница «Демут» — набережная реки Мойки, 40, затем — гостиница Тирака;
- сентябрь — октябрь 1844 — гостиница Кулона на Михайловской площади;
- октябрь 1844 — май 1845 — Английская набережная (ныне — д. 12), дом М. Маркевича[44];
- август 1845 — март 1846 — гостиница «Демут»;
- март 1846 — июнь 1847 — Марсово поле (ныне — д. 3), дом Е. И. Сафонова[45];
- сентябрь 1847 — август 1850 — Моховая улица;
- сентябрь 1850 — май 1852 — Невский проспект, 68 (дом Лопатина);
- сентябрь 1852 — Невский проспект, 54/3 (дом Демидова)[46];
- октябрь—декабрь 1852 — Большая Конюшенная улица (меблированные комнаты);
- март—апрель 1853 — Марсово поле (дом Сафонова);
- сентябрь 1853 — гостиница «Клее»;
- ноябрь 1854 — Грязная улица (вблизи Семеновского плаца)[47];
- ноябрь 1854—1872 — Невский проспект, 42 (дом Л. И. Лазарева, дом Армянской церкви святой Екатерины)[48].

Пребывание за границей
- 1822—1828 — Мюнхен, Герцогшпитальштрассе (Herzogspitalstrasse), 1139; позднее — 12[49];
- июнь—июль 1827 — Париж, улица д’Артуа, д. 21[50];
- 28 января (8 февраля) 1829 — венчание по православному обряду Ф. И. Тютчева и Элеоноры Петерсон (урождённой графини Ботмер) в греко-католической церкви Св. Сальватора, Сальваторплац (Salvatorplatz), 19, Мюнхен[51];
- 1829 — Мюнхен, Оттоштрассе (Ottostrasse), 248 (позднее — 4);
- 1830 — Мюнхен, Каролиненплац (Karolinenplatz), 1 — площадь в Максфорштадте[52];
- конец 1837 — Турин, меблированные комнаты;
- июнь— июль 1838 — Мюнхен, Бриеннерштрассе (Briennerstrasse), 4 (пансион тётушки Элеоноры Тютчевой, баронессы Ганштейн), затем Виттельсбахерплац (Wittelbacherplatz), 2 — дом Нейзигель;
- август 1838 — Турин, гостиница;
- сентябрь 1839 — Мюнхен, Бриеннерштрассе (Briennerstrasse), 18;
- февраль 1840 — Оттоштрассе (Ottostrasse), 250 (позднее — 6);
- с 15 октября 1840 — Карлштрассе (Karlstrasse), 54/1;
- 27 октября 1842—1844 — Людвигштрассе, 7 (дом торговца мукой Коппа);
- лето 1844 — Париж

## Сочинения
- Стихотворения Ф. Тютчева. — СПб., тип. Праца, 1854. — [4], 144 с.
- Стихотворения Ф. Тютчева. — М., тип. Мамонтова, 1868.
- Сочинения Ф. И. Тютчева: Стихотворения и полит. статьи. — Санкт-Петербург: тип. Тренке и Фюсно, 1886. — XIV, 584, [1] с.
- Сочинения Ф. И. Тютчева: стихотворения и политическия статьи: с портретом и снимком с рукописи автора. — Изд. 2-е, испр. и доп. — Санкт-Петербург: Тип. А. С. Суворина, 1900. — 622, Х с.
- Полное собрание сочинений: с критико-биографическим очерком В. Я. Брюсова, библиографическим указателем, примечаниями, вариантами, факсимиле и портретом / Ф. И. Тютчев; ред., авт. предисл., сост. библиогр. П. В. Быков. — Изд. 8-е. — Петроград: Издание Т-ва А. Ф. Маркс, 1913. — 712, XLVII с.
- Тютчевский сборник. (1873—1923). — Петроград: Былое, 1923. — 136 с.
- Полное собрание стихотворений. — М.- Л.: Academia, 1933, 1934 — 410 с., 8 300 экз.
- Полное собрание стихотворений / Вст. ст. В. Гиппиуса. — Л.: Советский писатель, 1939. — 360 с., 5 000 экз. (Библиотека поэта.)
- Избранные стихотворения / Ф. И. Тютчев; Вступ. ст. В. В. Тютчева. — Нью-Йорк: Изд-во им. Чехова, 1952. — 249 с.
- Полное собрание стихотворений / Вст. ст. Б. Я. Бухштаба. — Л.: Советский писатель, 1957. — 424 с., 40 000 экз. (Библиотека поэта. Большая серия)
- Лирика. В 2 тт. / Изд. подг. К. В. Пигарёв; отв. ред. Д. Д. Благой. — М.: «Наука», 1965. — Т. 1. — 447 с. Т. 2. — 511 с. Тираж 40 000 экз.
- Лирика. В 2 тт. / Изд. подг. К. В. Пигарёв; отв. ред. Д. Д. Благой. — 2-е изд. — М.: «Наука», 1966. — Т. 1. — 448 с. Т. 2. — 512 с. Тираж 200 000 экз.
- Стихотворения / Сост., статья и примеч. В. В. Кожинова. — М.: Сов. Россия, 1976. — 334 с. (Поэтическая Россия)
- Стихотворения. Издательство "Советская Россия", Москва, 1977
- Полное собрание сочинений в стихах и прозе. — М.: Вече, 2000. — 496с. — ISBN 5-7838-0652-8
- Сочинения: в 2 томах / сост. и подгот. текста А. А. Николаева, ил.: худож. П. Караченцов. — Москва: Правда, 1980 (вып. дан. 1981). — 600 000 экз.
- (Библиотека «Огонёк». Отечественная классика)
- Сочинения: в 2 томах / сост. и подгот. текста К. В. Пигарева, — Москва: Худож. литература, 1984. — 100 000 экз.
- Полное собрание стихотворений / Сост., подгот. текста и примеч. А. А. Николаева. — Л.: Сов. писатель, 1987. — 448 с. Тираж 100 000 экз. (Библиотека поэта. Большая серия. Издание третье)
- Полное собрание стихотворений в двух томах. / Ред. и коммент. П. Чулкова. — М.: Издательский центр «Терра», 1994. — 960 с.; 1997.  — т. 1. — 534 с., Т. 2. — 404 с.
- Полное собрание сочинений в стихах и прозе. — М : Вече, 2000. — 493, [1] с. — ISBN 5-7838-0652-8
- Полное собрание сочинений. Письма: В 6 т. / М.: Издательский центр «Классика», 2005. — 3504 с.
- Избранные стихотворения на русском и немецком языках. Переводы немецкой поэзии = Ausgewählte Gedichte Russisch und deutsch. Übertragungen der deutschen Dichtung. — М.: [Классика], 2004 (ОАО Можайский полигр. комб.). — 479 с.
- Россия и Запад / [Перевод Б. Н. Тарасова] // Тютчев Ф. И. Полное собрание сочинений и писем: в 6 т. Т. 3. Публицистические произведения / РАН. Ин-т мировой лит. им. М. Горького; Ин-т рус. лит. (Пушкин. Дом). — М.: Издат. центр «Классика», 2003. — С. 179—200.
- «Как сердцу высказать себя…» = «Wie schwer spricht doch ein Herz von sich…»: избранная проза (на русском языке с параллельным переводом на немецкий язык) / Ф.И. Тютчев; сост. Н. И. Лопатина, А. О. Филиппов. — М.: Вагриус, 2008. — 368 с.
- «Продлись, продлись, очарованье…» = «Renew, Renew the Charm Endearing…»: избранная поэзия = poetical works (на русском языке с параллельным переводом на английский язык) / Федор Иванович Тютчев = Fyodor Tyutchev; сост. И. Г. Ирская, Ю. Г. Фридштейн. — М.: Вагриус, 2008. — 224 с.
- Собрание сочинений: в 3 т. / [сост.: Г. Чагин, Н. Нифагина, Л. Копаницкая]. — Санкт-Петербург: Росток, 2011—2014.
- Тютчев Ф. И. Политические статьи. — Paris: YMCA-press, 1976. — 172 с.
- Versions from Fyodor Tyutchev. 1803—1873 / [Transl.] by Charles Tomlinson; With an introd. by Henry Gifford. — London a. o.: Oxford univ. press, 1960. — VIII, 45 с.
- Meeleolude geograafia = География настроений: luuletused eesti ja vene keeles illustratsioonidega / F. Tjuttšev; luuletõlge eesti keelde, eestikeelse teksti toimetajad Ly Sepel, Andres Ehin; noorte kunstnike joonistused Holui kunstikool, Venemaa, Eesti kunstiakadeemia, Eesti etc. — Tallinn: Russkij dom, 2004. — 103, [3] с.